# Paslières
Paslières é uma comuna francesa na região administrativa de Auvérnia-Ródano-Alpes, no departamento Puy-de-Dôme. Estende-se por uma área de 27,73 km². Em 2010 a comuna tinha 1 533 habitantes (densidade: 55,3 hab./km²).